# Reeth (Gelderland)
Reeth is een buurtschap in de Nederlandse gemeente Overbetuwe, gelegen in de provincie Gelderland. Het ligt ten zuiden van Elst; even ten noorden van de A15 ingeklemd tussen de Betuwelijn (spoorlijn Elst - Dordrecht) en de Betuweroute (spoorlijn Rotterdam - Zevenaar). Stopplaats Reet lag bij de buurschap. De gemeenten Overbetuwe en Nijmegen hebben een gezamenlijk windmolenpark bij Reeth. Nabij de buurtschap is de railterminal Gelderland gepland.
Dorpen: Andelst · Driel · Elst · Hemmen · Herveld · Heteren · Oosterhout · Randwijk · Slijk-Ewijk · Valburg · Zetten

Buurtschappen en gehuchten: Aam · Bredelaar · Eimeren · Herveld-Noord · Herveld-Zuid · Homoet · Indoornik · Keulse Kamp · Lakemond (deels) · Leedjes · Lijnden · Loenen · Merm · Raayen · Reeth · Snodenhoek · Wolferen

Gelderland: Steden en dorpen in Gelderland      Nederland: Provincies · Gemeenten